# Икар (кинопремия)
«Икар» — российская национальная анимационная премия. Присуждается за достижения в профессии и за вклад в развитие отрасли. Вручается ежегодно в День российской анимации 8 апреля. Инициатор и художественный руководитель премии Сергей Капков.

## История
Премия была основана в 2014 году. Первая церемония прошла 8 апреля 2015 года в Центральном Доме кинематографистов на средства, выделенные ведущими анимационными студиями страны. Отличительными особенностями мероприятия сразу же стали анимационное оформление сцены и зала в стиле какого-либо знаменитого отечественного мультфильма и анимационный джем-капустник группового авторства. Первый же опыт — клип «Совы нежные» — стал вирусным видео в сети.
В 2020 году в связи с пандемией церемония была перенесена на 7 сентября и прошла в Инженерном корпусе Третьяковской галереи. В 2021 году церемония состоялась 9 сентября в обновленном кинотеатре «Художественный». В 2022 году аниматоры встретились 5 июня в театре «Школа современной пьесы».
Лауреатов премии определяет экспертный совет, избранный всеобщим голосованием анимационного сообщества. Поначалу в него входили 35 авторитетных представителя отрасли, с 2017 года их стало 50.
- Креативный продюсер премии — режиссёр Алёна Оятьева.
- Исполнительный продюсер — Александра Константинова.
- Генеральный директор — продюсер Александр Герасимов.

## Учредители
- Открытый российский фестиваль анимационного кино
- Союз кинематографистов России
- Ассоциация анимационного кино

## Статуэтка
Приз Национальной анимационной премии «Икар» — стеклянная фигурка Икара. Её автор — художник-постановщик и стилист церемонии, лауреат премии Правительства РФ Александр Храмцов. Прототип персонажа — несколько стилизованный герой мультфильма Фёдора Хитрука «Икар и мудрецы».

## Эксперты
Среди тех, кто входили и входят в экспертный совет: режиссёры Светлана Андрианова, Михаил Алдашин, Алексей Алексеев, Константин Бронзит, Дина Великовская, Дмитрий Высоцкий, Наталия Дабижа, Алексей Дёмин, Аида Зябликова, Игорь Ковалёв, Иван Максимов, Сергей Меринов, Мария Муат, Эдуард Назаров, Леонид Носырев, Александр Петров, Алексей Туркус, Олег Ужинов, Оксана Черкасова, Елена Чернова, критики Дина Годер, Лариса Малюкова, драматурги Владимир Голованов, Вадим Жук, продюсеры Евгений Головин, Арсен Готлиб, Дмитрий Ловейко, Илья Попов, Сергей Сельянов, композиторы Сергей Васильев, Лев Землинский, дирижёр Сергей Скрипка, художники Владимир Зуйков, Марина Курчевская, Игорь Макаров, Игорь Олейников.

## Лауреаты

### 2015
- Фильм — Мы не можем жить без космоса (реж. Константин Бронзит)
- Фильм в прокате — Три богатыря. Ход конём (реж. Константин Феоктистов)
- Сериал — «Буквальные истории» (Школа-студия «ШАР»), Маша и медведь (студия «Анимаккорд»)
- Режиссёр — Константин Бронзит (Мы не можем жить без космоса)
- Сценарист — Константин Бронзит (Мы не можем жить без космоса)
- Художник — Анна Карпова («Мужчина встречает женщину»)
- Аниматор — Рим Шарафутдинов («Ни пуха, ни пера»)
- Звукорежиссёр — Артем Фадеев («Мужчина встречает женщину», «Брут»)
- Композитор — Артем Фадеев («Мужчина встречает женщину»)
- Актёр — Николай Мироненко («Почему банан огрызается»)
- Персонаж — Вася, рекламщик бананов («Почему банан огрызается», художники-постановщики Светлана Разгуляева, Анна Романова)
- Продюсер — Любовь Гайдукова («Мужчина встречает женщину», «Брут», «Почему банан огрызается», «Буквальные истории»)
- Мастер — Инесса Алексеевна Ковалевская.

### 2016
- Фильм — «До любви» (реж. Игорь Ковалёв)
- Фильм в прокате — Иван Царевич и Серый волк 3 (реж. Дарина Шмидт, продюсеры Александр Боярский, Сергей Сельянов)
- Сериал — «Ин и Яна» (Школа-студия «ШАР»)
- Режиссёр — Игорь Ковалёв («До любви»)
- Сценарист — Дина Великовская («Про маму»)
- Художник — Дмитрий Маланичев («До любви»)
- Аниматор — «Андрей Хижина и его горе» (Степан Бирюков, Светлана Зимина, Татьяна Киселева, Татьяна Подгорская)
- Звукорежиссёр — Иван Титов («До любви»)
- Композитор — Андрей Семёнов («Андрей Хижина и его горе»)
- Актёр — Лариса Брохман (сериал «Поросёнок»)
- Персонаж — Людоед («Даша и Людоед», режиссёр и художник Наталья Суринович)
- Продюсер — Ирина Фомченко, Елена Малёнкина, Алексей Бондарь («До любви»)
- Мастер — Владимир Николаевич Зуйков

### 2017
- Фильм — «Среди чёрных волн» (реж. Анна Буданова)
- Фильм в прокате — Смешарики. Легенда о золотом драконе (реж. Денис Чернов, продюсеры Илья Попов, Фёдор Бондарчук, Дмитрий Рудовский)
- Эпизод — «Папа за маму» (сериал «Три кота», режиссер Дмитрий Высоцкий)
- Стартап — сериал «Сказочный патруль» фильм «Танцуют все!» (студия «Паровоз» реж. Наиль Мубинов)
- Режиссёр — Дина Великовская («Кукушка»)
- Сценарист — Дина Великовская («Кукушка»)
- Художник — Анна Десницкая, Ольга Усачева («Два трамвая»)
- Аниматор — Алла Соловьева «Два трамвая»
- Звукорежиссёр — Артем Фадеев («Кукушка», «Два трамвая», «Злой колдун», «Кивиак», «Рыбы, пловцы, корабли»)
- Композитор — Артем Фадеев («Кукушка»)
- Актёр — Дмитрий Назаров («Злой колдун»)
- Персонаж — Мама-трамвай и Сын-трамвай («Два трамвая», авторы персонажей Анна Десницкая и Ольга Усачёва, режиссер Светлана Андрианова)
- Дело — «IMAGE PAR IMAGE» реж. Юлия Аронова, Евгений Бойцов
- Продюсер — Александр Боярский, Сергей Сельянов — «За стабильный успех в российском кинопрокате»
- Мастер — Андрей Юрьевич Хржановский

### 2018
- Фильм — «Теория заката» (реж. Роман Соколов)
- Фильм в прокате — Знаешь, мама, где я был? (реж. Леван Габриадзе, продюсеры Тимур Асадов, Тимур Бекмамбетов, Вероника Беленкина)
- Эпизод — «Новый год» (сериал «Поросёнок», режиссер Максим Поляков)
- Стартап — сериал «Бодо Бородо» (реж. Владимир Сахновский)
- Режиссёр — Роман Соколов («Теория заката»)
- Сценарист — Резо Габриадзе (Знаешь, мама, где я был?)
- Художник — Галина Голубева («А как наши космонавты»)
- Аниматор — Татьяна Болотнова и Карина Погорелова
- Звукорежиссёр — Игорь Яковель («Теория заката»)
- Композитор — Марина Ланда и Сергей Васильев («Теория заката»)
- Актёр — Валерий Гаркалин («Тихий ужин без соли»)
- Персонаж — Джони Бони Бо («Джони Бони Бо», режиссер и автор персонажа Елизавета Скворцова)
- Дело — «Бруклинский бриз» (реж. Алексей Будовский)
- Продюсер — Евгений Головин — «за создание ряда успешных анимационных сериалов и их прорыв к зрителю (студия «Паровоз»)»
- Мастер — Жанна Зискиндовна Витензон

### 2019
- Фильм — «Пять минут до моря» (реж. Наталья Мирзоян)
- Фильм в прокате — «Три богатыря и наследница престола» (реж. Константин Бронзит, продюсеры Александр Боярский, Сергей Сельянов)
- Эпизод — «Красная Шапочка» (сериал «Морси», режиссер Илья Березницкас)
- Стартап — сериал «Приключения Пети и Волка» (автор идеи и режиссер Алексей Лебедев)
- Режиссёр — Наталья Мирзоян («Пять минут до моря»)
- Сценарист — Алексей Лебедев (сериал «Приключения Пети и Волка»)
- Художник — Елена Ливанова, Николай Ливанов, Михаил Шемякин («Гофманиада»)
- Аниматор — Алла Соловьева
- Звукорежиссёр — Анатолий Тюриков («Чик-чирик»)
- Композитор — Дидье Фальк («Лола живая картошка»)
- Актёр — Армен Джигарханян («Лола живая картошка»)
- Персонаж — Василиса («Лентяйка Василиса», режиссер Марина Карпова)
- Дело — Заставка сериала «Домашний арест» (реж. Александр Петров, Дмитрий Петров)
- Продюсер — Олег Кузовков, Дмитрий Ловейко — «за создание ряда успешных анимационных сериалов и их прорыв к зрителю (студия «Анимаккорд»)»
- Мастер — Павел Павлович Гусев

### 2020
- Фильм — «Он не может жить без космоса» (реж. Константин Бронзит)
- Фильм в прокате — «Иван-царевич и серый волк – 4» (реж. Дарина Шмидт, Константин Феоктистов, продюсеры Александр Боярский, Сергей Сельянов)
- Эпизод — «Дело о нечаянном проклятии» (сериал «Приключения Пети и Волка», режиссер Алексей Лебедев)
- Стартап — сериал «Спойлы» (автор идеи Мария Терещенко, режиссер Леонид Шмельков)
- Режиссёр — Константин Бронзит («Он не может жить без космоса»)
- Сценарист — Алексей Лебедев (сериал «Приключения Пети и Волка»)
- Художник — Варвара Яковлева («Анна, кошки-мышки»)
- Аниматор — Дарья Кащеева («Дочь»); дополнительный приз от компании Acer - Анне Кузиной («Теплая звезда»)
- Звукорежиссёр — Владимир Голоунин («Он не может жить без космоса»)
- Композитор — Марк Скворцов («Уточка и кенгуру»)
- Актёр — Лилиан Малкина и Татьяна Пилецкая («Привет, бабульник!»)
- Персонаж — Волк («7 козлят», режиссер Марина Карпова)
- Дело — «С точки зрения музея» (реж. Платон Инфанте по заказу Государственного музея изобразительных искусств им. Пушкина)
- Продюсер — Артем Васильев
- Мастер — Леонид Аронович Шварцман
- Мастер — Леонид Викторович Носырев

### 2021
- Короткий метр — «БоксБалет» (реж. Антон Дьяков)
- Полный метр — «Нос, или Заговор «не таких»» (реж. Андрей Хржановский)
- Эпизод — «Смешарики. Рок-опера и что-то еще» (сериал «Смешарики», режиссер Денис Чернов)
- Стартап — сериал «Лекс и Плу. Космические таксисты» (авторы идеи Алексей Минченок и Полина Минченок)
- Стартап — сериал «КИДZ. КИДZ!» (автор идеи Татьяна Газизова)
- Режиссёр — Андрей Хржановский («Нос, или Заговор «не таких»»)
- Сценарист — Андрей Хржановский и Юрий Арабов («Нос, или Заговор «не таких»»)
- Художник — Анна Карпова («Хозяйка медной горы»)
- Аниматор — Светлана Замостян («БоксБалет»)
- Звукорежиссёр — Артем Фадеев (за работу в ряде фильмов)
- Композитор — Лев Слепнер («Пожарник»)
- Актёр — Светлана Крючкова («Ба»)
- Персонаж — Боксер и Балерина («БоксБалет», режиссер Антон Дьяков)
- Дело — «Jazz Friends Community» (реж. Константин Бронзит)
- Продюсер — Илья Попов
- Мастер — Юрий Сергеевич Энтин
- Мастер — Геннадий Игоревич Гладков

### 2022
- Короткий метр — «Базилик Фэт-Фрумос и царская дочь» (цикл «Гора самоцветов», режиссер Александр Черногоров)
- Полный метр — «Ганзель, Гретель и Агентство Магии» (реж. Алексей Цицилин)
- Эпизод — «Здравствуй, мой дневничок!» (сериал «Смешарики. Новый сезон», режиссер Дмитрий Яковенко)
- Стартап — сериал «Соня и Лёня» (авторы идеи Арсений Овчинников, Павел Разумов)
- Концепт-художник — Екатерина Пискарёва (сериал «Капризка»)
- Режиссёр — Леонид Шмельков («Огурцы»)
- Сценарист — Варвара Яковлева («Жизнь-паскуда»)
- Художник — Лиля Ниаури («Белый-белый день»)
- Звукорежиссёр — Алексей Просвирнин («Жизнь-паскуда», «Завтрак для улиток», «Огурцы»)
- Композитор — Артём Васильев («Мой друг тигр»)
- Актёр — Сергей Маковецкий («Три богатыря и конь на троне»)
- Персонаж — Лев («Синий лев», режиссер и художник Зоя Трофимова)
- Дело — «Левис» (реж. Максим Куликов)
- Мастер — Эльвира Михайловна Маслова

### 2023
- Короткий метр — «Подсолнух» (реж. Наталья Чернышёва)
- Полный метр — «Финник» (реж. Денис Чернов)
- Эпизод — «Сосульки» (сериал «Маленькие лесные истории», режиссер Вероника Фёдорова)
- Стартап — сериал «Отель у овечек» (автор идеи Дмитрий Высоцкий)
- Концепт-художник — Дмитрий Высоцкий и Владимир Долгов (сериал «Отель у овечек»)
- Режиссёр — Варвара Яковлева («Ванлав»)
- Сценарист — Вадим Михайлов и Андрей Бахурин («Чужой хлеб»)
- Художник — Галина Голубева («Миллион алых роз»)
- Аниматор — Алла Соловьева и Егор Табачников («Носки для звезды»)
- Звукорежиссёр — Алексей Зеленский («Старый добрый винил»)
- Композитор — Алексей Просвирнин («Муравьиный марш»)
- Актёр — Павел Любимцев («Сказка о дружбе»)
- Персонаж — Бодо Бородо («Бодо Бородо», режиссер и художник Владимир Сахновский)
- Дело — Дуся Геллер («Спи, мой хороший»)
- Продюсер — Юлиана Слащёва
- Мастер — Нина Николаевна Виноградова

### 2024
- Короткий метр — «Музыка летней ночи» (реж. Александр Васильев)
- Полный метр — «Три кота и море приключений» (реж. Дмитрий Высоцкий)
- Эпизод — «Снежные цветы» (сериал «Умка», режиссер Анна Борисова)
- Стартап — сериал «Зверский детектив» (авторы разработки Анна Старобинец, Юлия Рудицкая, Александра Евсеева)
- Концепт-художник — Екатерина Бирюкова (сериал «Находкин»)
- Режиссёр — Максим Куликов («Уважаемые пассажиры»)
- Сценарист — Александр Васильев («Музыка летней ночи»)
- Художник — Иван Костюрин и Николай Лихтенфельд («Tom Thumb»)
- Аниматор — Анастасия Лисовец («Галочка»)
- Звукорежиссёр — Артем Фадеев («Омичка» и «Хармс»)
- Композитор — Марк Скворцов («Не включайте свет»)
- Актёр — Александр Баширов («Музыка летней ночи»)
- Персонаж — Волк («Волк думающий», режиссер и художник Юлия Евдокимова)
- Дело — Иван Ханжин («Маленькие истории большого завода»)
- Продюсер — Александр Герасимов
- Мастер — Игорь Аркадьевич Макаров

### 2025
- Короткий метр — «Ручей, бегущий в горы» (реж. Александр Храмцов)
- Полный метр — «Лунтик. Возвращение домой» (реж. Константин Бронзит)
- Эпизод — «Чемпионат по лени» (сериал «Отель у овечек», реж. Дмитрий Высоцкий)
- Стартап — сериал «Держи краба» (реж. Алексей Алексеев)
- Концепт-художник — Екатерина Захмылова (сериал «Чемпионы»)
- Режиссёр — Александр Храмцов («Ручей, бегущий в горы»)
- Сценарист — Александр Храмцов («Ручей, бегущий в горы»)
- Художник — Артём Кочетков («Руслан и Людмила»)
- Аниматор — Елена Волк, Татьяна Стрекалова, Евгений Ткач («Беглецы»)
- Звукорежиссёр — Игорь Яковель («Михалыч»)
- Композитор — Шандор Каллош («Булгаковъ»)
- Актёр — Виктор Сухоруков («Булгаковъ»)
- Персонаж — "Крот" («Крот», режиссер и художник Алексей Сухов)
- Дело — Алексей и Мария Ермолаевы («Никогда я не был счастливей»)
- Продюсер — Валентина Хижнякова
- Мастер — Игорь Яковлевич Скидан-Босин

## Анимационный джем

### 2015
«Совы нежные» (анимационная фантазия на песню французской группы Les Pires). Среди режиссёров: Андрей Бахурин, Наира Мурадян (Армения), Моник Рено (Нидерланды), Александр Свирский, Алексей Алексеев, Светлана Андрианова, Андрей Золотухин, Сергей Меринов, Наталья Мирзоян, Алексей Будовский, Рамиль Усманов (Казахстан), Наталья Березовая, Гаяне Матевосян (Узбекистан), Иван Максимов.
Продюсер Сергей Капков.
Фильм получил несколько наград на международных фестивалях и был номинирован на премию Ника.

### 2016
«Popcorn» (анимационная фантазия на известную одноимённую мелодию). Среди режиссёров: Константин Бронзит, Алексей Котёночкин, Алексей Будовский, Михаил Тумеля (Беларусь), Андрей Соколов, Леонид Шмельков, Наталья Чернышёва, Александр Бубнов (Украина), Рим Шарафутдинов, Константин Арефьев, Марина Карпова (Беларусь), Изабель Фавэ (Швейцария), Суреш Эрият (Индия), Джоан Грац (США), Теодор Ушев (Канада).
Продюсер Сергей Капков.
Клип предваряет анимационная заставка Национальной анимационной премии «Икар», выполненная режиссёром Алёной Оятьевой.
В ролике снялся композитор мелодии Гершон Кингсли.

### 2017
«Аниматанго» (анимационная фантазия на музыку Х. Э. Матоса Родригеса Кумпарсита (аранжировка Анатолия Серебренникова), в которой музыканты вдохновенно исполняют знаменитое танго, и начинают танцевать самые невероятные персонажи). Среди режиссеров: Елена Чернова, Александр Свирский, Сергей Меринов, Михаил Алдашин, Дмитрий Высоцкий, Наталья Березовая, Артур Толстобров, Алексей Будовский.
В фильме снимался Российский государственный симфонический оркестр кинематографии и дирижер Сергей Скрипка. Этим же коллективом был записан саундтрек.
Продюсер Сергей Капков.
Фильм получил несколько наград на международных фестивалях и был номинирован на премию Ника.

### 2018
«Бредовая канитель» (анимационный альманах, посвященный крылатым фразам советской мультипликации, которые цитируются совершенно неожиданными персонажами в новых условиях). Эпизоды альманаха снимали нережиссеры: кинокритик Лариса Малюкова, театральный критик Дина Годер, композиторы Марина Ланда и Сергей Васильев, сценарист Наталья Румянцева, историк анимации Сергей Капков, продюсер Сергей Карпов и художник Алина Татарская. Им помогали профессиональные художники и аниматоры. В записи реплик участвовали актеры Юлия Пересильд, Кира Крейлис-Петрова, Лилиан Малкина, Иван Охлобыстин, Сергей Мардарь.
Продюсер Сергей Капков.

### 2019
«Пилотариум» (анимационная фантазия, посвященная 30-летию студии Пилот). Среди режиссеров: Алексей Алексеев, Андрей Свислоцкий, Евгений Делюсин, Елена Чернова, Михаил Тумеля, Андрей Соколов, Наталья Березовая, Валентин Телегин и другие.
Музыку записал Российский государственный симфонический оркестр кинематографии и дирижер Сергей Скрипка. Композитор Григорий Гладков.
Продюсер Сергей Капков.

### 2020
«Леониду Шварцману — 100» (анимационно-игровое поздравление художнику и режиссеру Леониду Шварцману со 100-летием).
Участвуют: Юрий Норштейн, Гарри Бардин, Жанна Витензон, Леонид Ярмольник, Андрей Макаревич, Татьяна Лазарева, Леонид Носырев, Инна Пшеничная, Вадим Жук, Александр Тимофеевский, Александр Пушной, Рим Шарафутдинов, Иван Максимов, Галина Шакицкая, Юрий Пронин, Моник Рено (Нидерланды), Виктория Айзентир, Сергей Скрипка, Джоан Борстен-Видов (США), Боривой Довникович (Хорватия), Хироко Кодзима (Япония), Юрий Энтин, Прийт Пярн (Эстония), Алексей Будовский, Наталия Богомолова, Андрей Кузнецов, Михаил Тумеля, Марина Цукерман, группа «Теамо», Дмитрий Высоцкий, Андрей Сикорский, Константин Бронзит и др.
Смонтировали Сергей Капков и Екатерина Кудина.

### 2021
«Преображая мир» (совместное творчество финалистов Национального открытого чемпионата в сфере творческих компетенций ArtMasters-2021).
Художественные руководители: Алена Оятьева, Сергей Капков, Вера Мякишева. Композитор Артем Фадеев.